# Metareva aenescens
Metareva aenescens är en fjärilsart som beskrevs av George Francis Hampson 1900. Metareva aenescens ingår i släktet Metareva och familjen björnspinnare. Inga underarter finns listade i Catalogue of Life.